# Episode
Az Episode a Stratovarius nevű finn power metal együttes 5. nagylemeze.
1996-ban került a piacra, a rajta található számokat Timo Tolkki szerezte, kivéve az „Uncertainty” c. dalt, amelyet az énekes Timo Kotipelto írt.
Ez az első olyan Strato album, amelyiknél a dobok mögött a német Jörg Michael ül, a billentyűkön pedig a svéd Jens Johansson játszik.

## A lemez tartalma
- 1. Father Time – 5:01
- 2. Will the Sun Rise? – 5:07
- 3. Eternity – 6:56
- 4. Episode – 2:01
- 5. Speed of Light – 3:03
- 6. Uncertainty – 5:59
- 7. Season of Change – 6:56
- 8. Stratosphere – 4:52
- 9. Babylon – 7:09
- 10. Tomorrow – 4:52
- 11. Night Time Eclipse – 7:58
- 12. Forever – 3:06

### Bónusz szám
- When the Night Meets the Day (csak Japánban)

## A zenekar felállása
- Timo Tolkki (gitár, háttérének)
- Timo Kotipelto (ének)
- Jens Johansson (billentyűk)
- Jari Kainulainen (basszusgitár)
- Jörg Michael (dobok)